# Кобра (пилотаж)

Схема выполнения манёвра динамического торможения («кобра»)

Шведский истребитель Saab 35 Draken выполняет манёвр «Kort parad» (одно из первых исполнений манёвра динамического торможения в начале 1960-х годов)

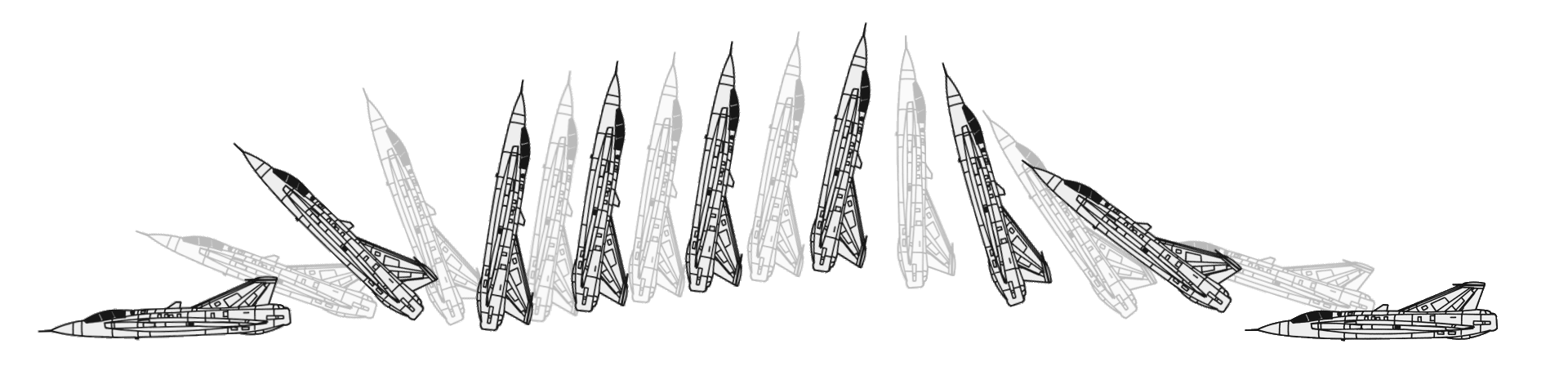
Элементы манёвра «Kort parad», выполняемого на истребителе Draken

Ко́бра — фигура высшего пилотажа, которая использует возможности управления самолётом по тангажу с выходом на сверхбольшие углы атаки и относится к режимам сверхманёвренности реактивного самолёта.

## История
Впервые манёвр кратковременного выхода на сверхбольшие углы атаки был выполнен в начале 1960-х годов в ВВС Швеции на истребителе Saab 35 Draken в процессе тренировок лётчиков по выходу из режима глубокого сваливания, который нередко имел место на данном истребителе, выполненном по схеме «бесхвостка». Существенное и быстрое влияние данного манёвра на скорость полёта было замечено, и лётчики стали использовать его в случае необходимости быстро погасить скорость. Шведы назвали манёвр Kort parad, по-видимому, в силу его сходства с коротким защитным движением (short parry) лезвием клинка в фехтовании.
По данным австрийского исследователя Тома Купера, подобный манёвр впервые был случайно выполнен пилотом ВВС Сирии на истребителе МиГ-21 в 1967 году и использовался арабскими лётчиками в воздушных боях во время арабо-израильской войны 1973 года.
В советской авиации исследования сверхманёвренности были начаты в 1980-х годах учёными ЦАГИ совместно с ЛИИ (исследования на летающих моделях), ОКБ Сухого и ОКБ Микояна. Опубликованные в 1989 году результаты работ по теме «Динамические режимы сверхманёвренности» (авторы Ю. Н. Желнин, В. Л. Суханов, Л. М. Шкадов и В. Г. Пугачёв) были удостоены премии имени Н. Е. Жуковского
По заявлению И. П. Волка, подтверждаемому словами Главкома ВВС РФ в 1992—1998 годах П. С. Дейнекина, ему удалось первое исполнение фигуры, названной затем «коброй», случайно, когда его Су-27 из-за ошибки испытателя был выведен за критический угол атаки, и система ЭДСУ перестала функционировать. Для выхода из этой ситуации Волк отключил автоматику управления рулями и обнаружил, что Су-27 не сваливается в штопор и возвращается к горизонтальному полету.
Первым советским лётчиком, публично продемонстрировавшим «кобру», стал лётчик-испытатель ОКБ Сухого В. Г. Пугачёв в пилотаже на авиасалоне Ле-Бурже в 1989 году. Поэтому данная фигура пилотажа часто называется «кобра Пугачёва».

## Техника и практическое применение
При выполнении «кобры» самолёт резко увеличивает тангаж, вплоть до запрокидывания назад, но при этом сохраняет прежнее направление полёта. При этом самолёт выходит на углы атаки больше 90 градусов (Су-27 — 110°, Су-37 — до 180°, то есть «хвостом вперёд»). Затем самолёт возвращается к исходному углу тангажа практически без потери высоты. Технически манёвр выполняется путём отключения канала продольной устойчивости (альфа-канал) электродистанционной системы управления самолётом и взятием ручки управления на себя.
Практическая значимость этой фигуры в бою заключается в возможности быстрого уменьшения скорости полёта (динамическое торможение), что позволяет получить преимущество над противником в ближнем воздушном бою или «обмануть» РЛС с селекцией движущихся целей.
П. С. Дейнекин оценивал боевую значимость «кобры» не столь существенной по сравнению с её значимостью для имиджа авиационной промышленности и ВВС СССР.
Манёвр «кобра» могут выполнять многие самолёты с соответствующей аэродинамической компоновкой планера и воздухозаборников двигателей, например:
- Saab 35 Draken
- МиГ-21
- Су-27
- Су-30
- Су-33
- Су-27М
- Су-35
- Су-37 (с углами атаки до 150—180°)
- Су-47
- Су-57 (впервые продемонстрирована на авиасалоне МАКС-2013)
- МиГ-29ОВТ
- МиГ-35
- McDonnell Douglas F/A-18 Hornet